# Jan Pogonowski
Jan Karol Stefan Pogonowski herbu Ogończyk (ur. 28 grudnia 1823 w Oleszycach, zm. 31 grudnia 1897 w Rzeszowie) – notariusz, pierwszy naczelnik miasta Rzeszowa i przewodniczący Rady Miejskiej w latach 1867–1868. Poseł do Sejmu Krajowego Galicji VII kadencji.

## Życiorys
Właściciel Łopuszki Małej koło Przeworska i Janowa. Jego rodzicami byli Józef Onufry z Pogonowa i Anna Berg de Albensberg. Nauki pobierał początkowo w Przemyślu, studiował na Uniwersytecie Lwowskim, po ukończeniu którego w 1847 roku rozpoczął praktykę w magistracie Jarosławia. Po roku został justycjariuszem (urzędnikiem sądownictwa dominialnego) w Jordanowie, skąd po kolejnych dwóch latach przeniesiono go do sądu w Rzeszowie. Zawodowo pracował w c. k. Prokuratorii Państwa, następnie był c. k. notariuszem. Dyrektor Kasy Oszczędnościowej w Rzeszowie od 1862 do śmierci. Sprawował mandat Rady Miejskiej w Rzeszowie. W latach 1874–1890 piastował stanowisko zastępcy marszałka powiatu. Był twórcą kontraktów dokonywanych w magistracie rzeszowski, radzie powiatu, a także umowy ustanawiającej fundację stypendialną Jana Towarnickiego. W 1895 roku został wybrany posłem do Sejmu Krajowego Galicji z III kurii okręgu Rzeszów złożył mandat w 1897, 31 sierpnia 1897 zastąpił go w sejmie Stanisław Jabłoński.

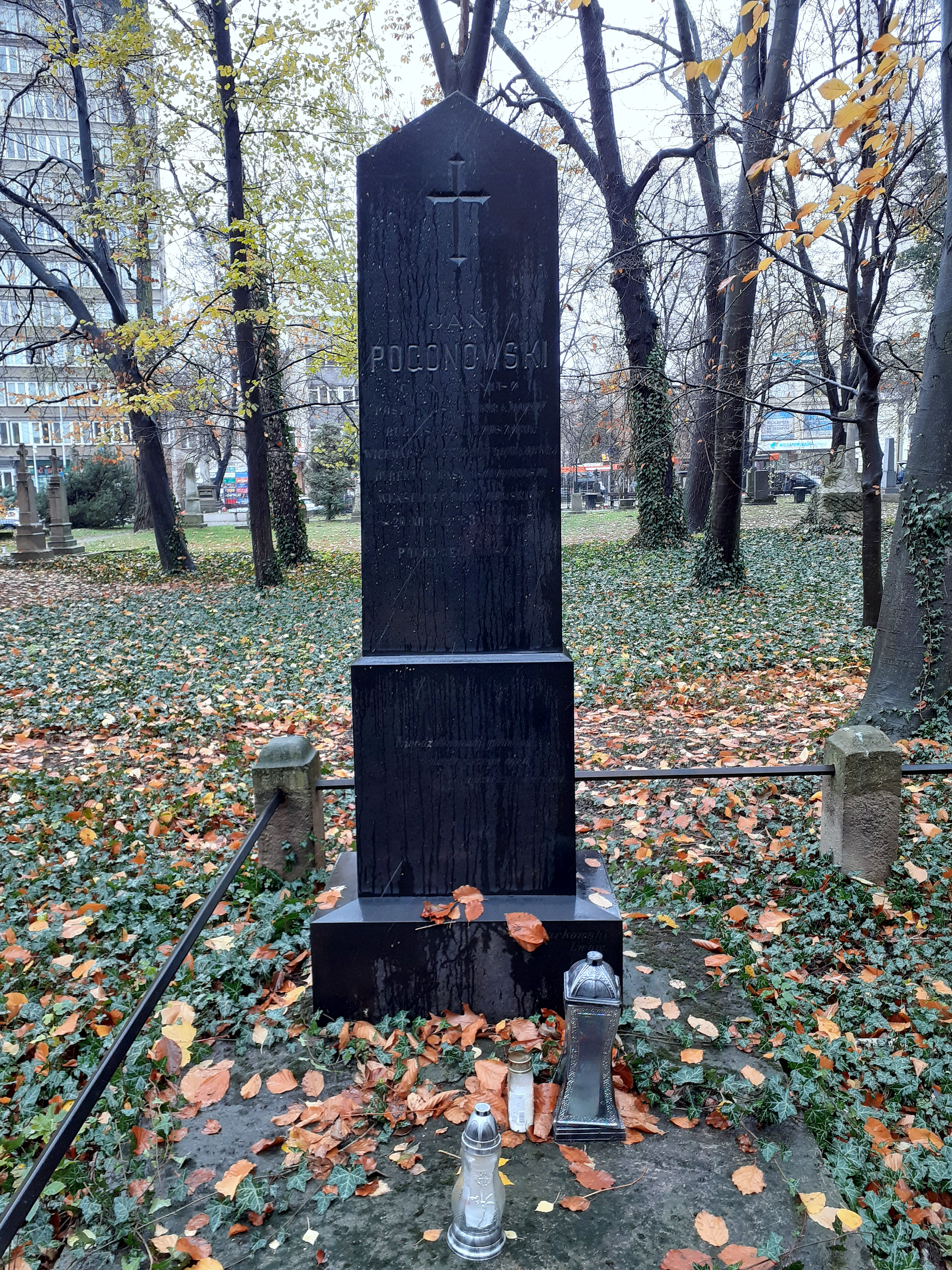
Nagrobek Jana Pogonowskiego

Brał czynny udział w tworzeniu gazety „Głos Rzeszowski”. 
Został pochowany 3 stycznia 1898 na Starym Cmentarzu w Rzeszowie.
Żonaty z Emilią Paprocką. Miał trzech synów i dwie córki, siostrzeńcem Jana Pogonowskiego był minister skarbu Jerzy Michalski.